# Tribet

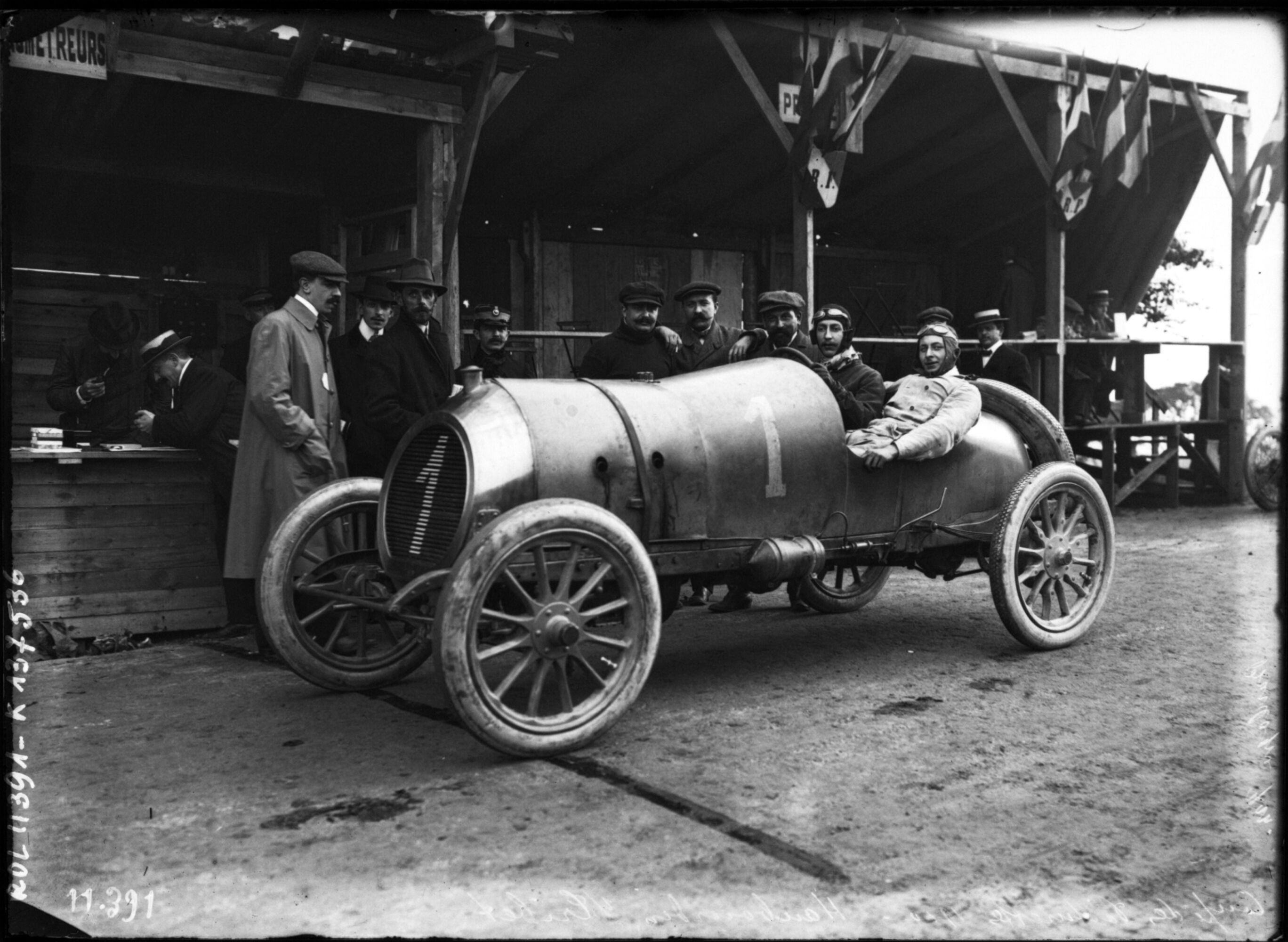
Rennwagen von Tribet

Tribet et Compagnie war ein französischer Hersteller von Automobilen.

## Unternehmensgeschichte
Camille Tribet gründete 1909 das Unternehmen in Villeneuve-la-Garenne und begann mit der Produktion von Automobilen. Der Markenname lautete Tribet. 1914 endete die Produktion.

## Fahrzeuge
Zunächst standen die Modelle 8/10 CV mit Vierzylindermotor, die auch bei Autorennen eingesetzt wurden, und 12/16 CV mit Sechszylindermotor im Angebot. Der Motor war vorne im Fahrzeug montiert und trieb über eine Kardanwelle die Hinterachse an. 1910 folgte der 12 CV, auch Cabriolette genannt, dessen Vierzylindermotor über 1539 cm³ Hubraum verfügte. Der 8 CV war ein Dreirad.